# Кошак, Пётр Григорьевич
Пётр Григо́рьевич Коша́к (укр. Петро Григорович Кошак; 1864, с. Москалевка, Королевство Галиции и Лодомерии, Австрийская империя (ныне Ивано-Франковская область Украины) — 1940/1941, с. Пистынь, Станиславский район УССР (ныне Ивано-Франковская область Украины) — украинский мастер гуцульской керамики, автор изразцов, расписной посуды, предметов бытового назначения и других изделий декоративно-прикладной и архитектурно-декоративной керамики, находящихся в музеях и частных коллекциях разных городов мира. Участник и обладатель наград выставок народных художественных промыслов конца XIX — первой половины XX века. Один из крупнейших мастеров художественной керамики, продолжавших и развивавших традиции классиков гончарного искусства XIX века.

## Биография

### Ранние годы
Петр Кошак родился в 1864 году в селе Москалевка в семье гончара. В девятилетнем возрасте остался сиротой. Жил в нищете, скитался, батрачил, работал пастухом, прошёл солдатскую службу. В 1888 году обосновался в селе Пистынь, одном из центров гончарного промысла, занялся гончарным делом, женился. Начинал с изготовления простой глиняной посуды, какую в своё время делал его отец, впоследствии стал украшать изделия росписями.
Совершенствовался в технике, изучая работы мастеров косовской керамики, в 1897 году окончил Коломыйскую гончарную школу. Как один из лучших выпускников получил в награду денежную сумму, которую потратил на сооружение печи для обжига керамических изделий и обустройство мастерской.

### Становление в профессии и признание
Кошак быстро приобрёл известность — уже в 1894 году украинский историк и этнограф В. И. Шухевич приглашает его участвовать в Галицкой краевой выставке во Львове. В конце 1890-х Шухевич иллюстрирует фотографиями изделий Кошака раздел «Гончарство» своей 5-ти томной монографии «Гуцульщина», отбирает работы Кошака для коллекций этнографических музеев.
Работы мастера пользовались популярностью, удостаивались наград на выставках художественных промыслов, однако достатка не приносили. В Музее этнографии и художественного промысла Института народоведения НАН Украины хранится письмо Кошака, где сообщается, что он еле выживает — изготовление каждого изделия столь трудоёмко, что к завершению работы гончар буквально «на смерть похож от нужды и голода».

### Зрелость и поздние годы
В 1920—30-е годы Кошак был известен как «лучший мастер Подгорья». Он модернизировал свою мастерскую, что позволило расширить производство и усовершенствовать технику. В работе участвовала жена. Мастером художественной керамики стал и приёмный сын Казимир Возняк.
Петр Кошак не оставлял любимого дела до конца жизни. Мастер умер в Пистыне — по одним источникам, в 1940, по другим — в 1941 году, оставив обширное творческое наследие.

## Наследие
Наследие Петра Кошака включает печные изразцы, декоративные скульптуры, церковные ритуальные предметы (чаши, подсвечники, кресты), расписные вазы, широкогорлые кувшины для молока (збанки) и узкогорлые для растительного масла (баньки), блюда, миски, тарелки разных размеров, сосуды для вина (дисковидные плесканки и кольцеобразные калачи), трубчатые и трёхрожковые подсвечники (поставники и трийцы), сахарницы, солонки, наборы для специй, предметы сувенирного назначения и другие изделия художественной керамики.
Первые выполненные в Пистыне работы художника датируются 1893 годом, последние — 1939-м.

## Творчество

### Поиски и находки
Ранние работы Кошака отмечены влиянием стилистики росписей классика гуцульской керамики О. Бахматюка и экспериментами с формами изделий, среди которых преобладают предметы сувенирного назначения. Черты модерна искусствовед Г. В. Истомина отмечает в исполнении декоративного блюда с изображением святого Николая в обрамлении цветущих ветвей (1904), а также ряде изделий, отличающихся «причудливыми формами» и «подчёркнуто „циркульным“» геометрическим орнаментом. Увлечением художника стилем барокко отмечена ваза, сложный декор которой подчеркиваёт выразительность формы, объединяя в единое целое рельеф и роспись.

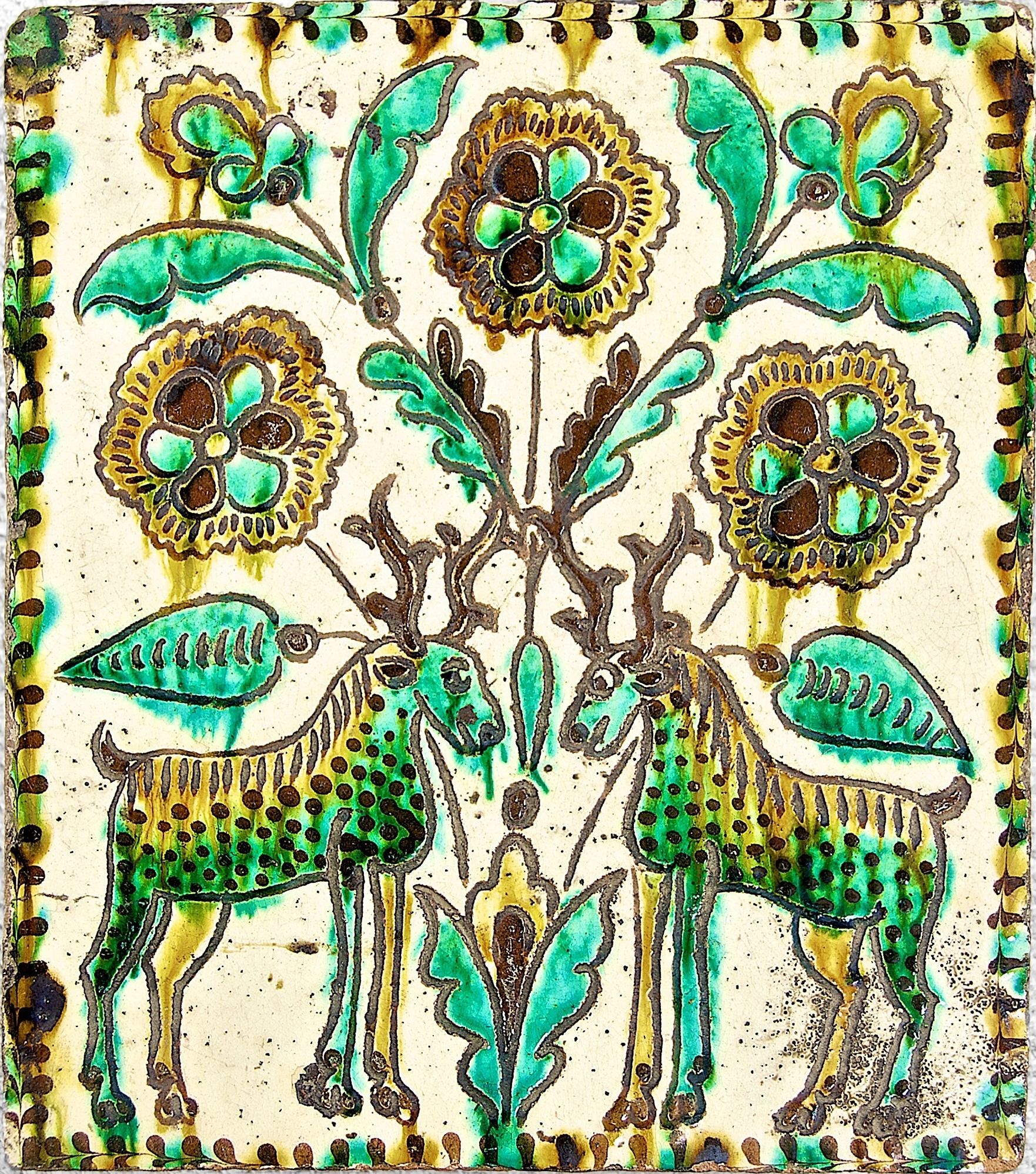
П. Кошак. Олень. Изразец. Глина, роспись, глазурь. Пистынь. 1911. Национальный музей народного искусства Гуцульщины и Покутья имени И. Кобринского

Первый период творчества мастера (1890—1910-е) характеризуется преобладанием орнаментальной росписи с геометрическими, цветочными, растительными и анималистическими мотивами. Кошак в разнообразных комбинациях использует традиционные элементы гуцульских орнаментов — круги, треугольники, ромбы, углы, полосы, зигзаги, завитки, волнистые и прямые линии, точки, зубцы, подковки; в разработке растительных мотивов задействует тюльпановидные и многолепестковые цветы, бутоны, розетки, гирлянды, ветви, листья, грозди винограда; анималистические мотивы на его изделиях представлены одиночными и парными изображениями петухов, оленей, козлов, львов, других реальных и вымышленных птиц и зверей.

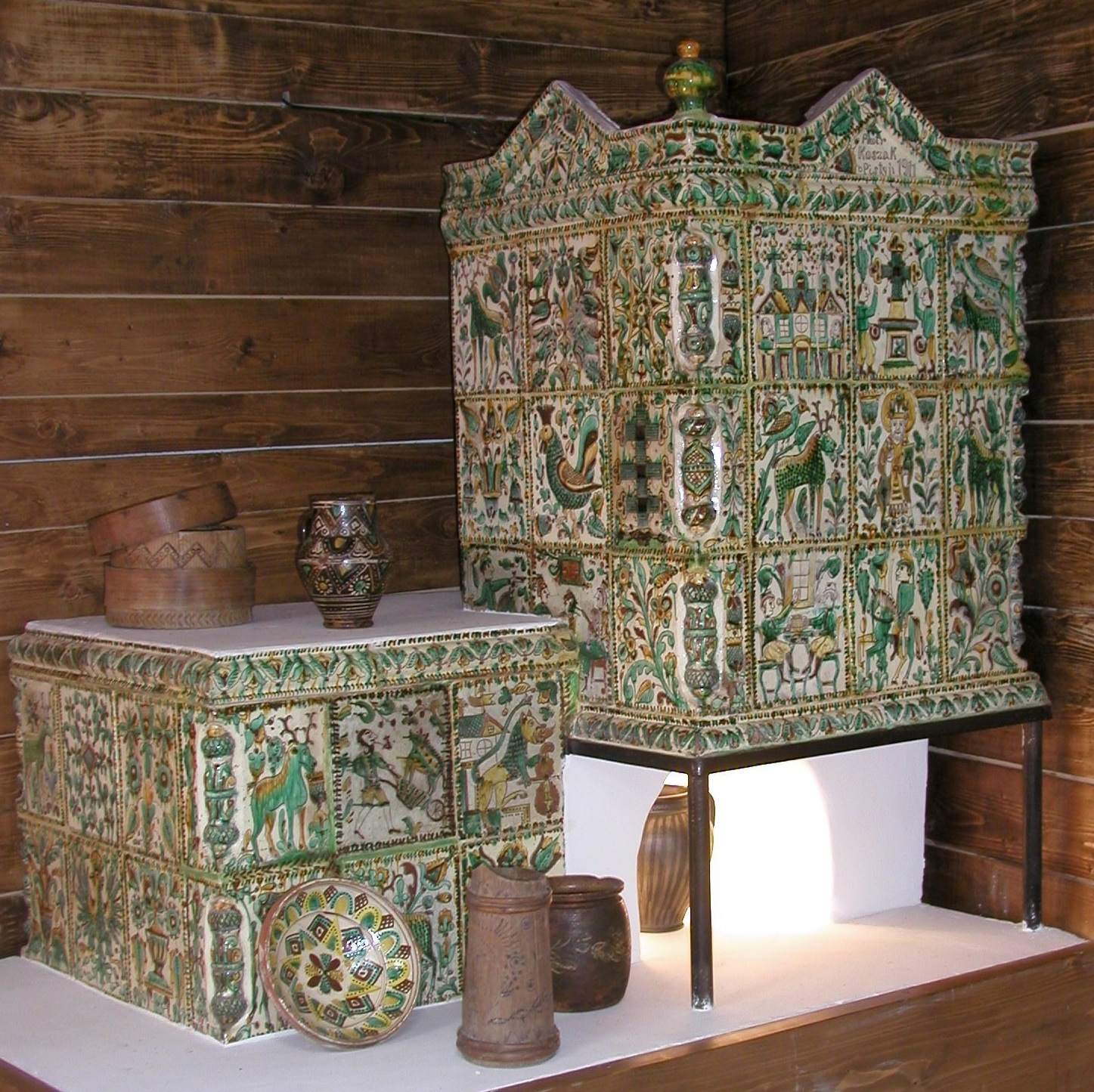
Печь с изразцами работы П. Кошака в Музее «Писанка». Печь сложена А. Фэкэтэ для экспозиции музея в 2000 году. На фронтоне роспись П. Кошака (Пистынь. 1911). Фотография 2003 г.

Опираясь на художественно-технологическую базу Коломыйской гончарной школы и традиции предшественников, Кошак вырабатывал собственный стиль, и к концу XIX — началу XX века сформировался как самостоятельный и самобытный художник.
Кошак расширяет цветовую палитру — помимо традиционных цветов косовской керамики: жёлтый (солнце), зелёный (природа Карпат), коричневый (земля) на белом фоне — мастер вводит в росписи подкраску синим кобальтом . В числе других творческих находок гончара — создание оригинальных форм ваз.
Из художественных достижений Кошака завотделом керамики Национального музея народного искусства Гуцульщины и Покутья имени И. Кобринского Р. Р. Баран и научный сотрудник отдела Н. Д. Олейник выделяют изразцовую печь 1911 года, находящуюся в Музее «Писанка» (Коломыя), декорированную сюжетными композициями на сакральную, бытовую, геральдическую темы, изображениями животных и птиц и растительно-геометризированным орнаментом.

### Расцвет мастерства
Согласно искусствоведу и этнографу Д. Н. Гоберману, в 1920-е годы у Кошака раскрывается дар рисовальщика, особенно проявившийся в росписях печных изразцов. Для второго периода творчества Кошака (1920—1930-е) характерно частое обращение к образу человека, композиционной и сюжетной росписи. Его изделия декорированы сценами, связанными с религиозными мотивами, бытовой и военной тематикой, этнографическими сюжетами (скотоводство, земледелие и пр.). Традиционные для гуцульской керамики темы и образы в творчестве мастера получают своеобычные трактовки и интерпретации. По оценке Д. Н. Гобермана, рисунки Кошака «на редкость конкретны» и достоверны в передаче подробностей гуцульского быта.
Кошак расширяет круг тем и образов гуцульской керамики — ряд композиций на печных изразцах связан с событиями Первой мировой войны — пребыванием в селе кавказских подразделений Русской императорской армии.
Мастер неоднократно обращался к образу Тараса Шевченко — известны выполненные им печные изразцы (1913) и декоративные блюда (1913, 1926) с портретом поэта, обрамленном надписью печатными буквами «наша пісня, наша дума не вмре, не загине». Роспись изразцов выполнена в сине-жёлтом колорите, надпись окружена цветочно-растительным орнаментом; блюда расписаны в зелёных и коричневых тонах с элементами жёлтого и синего, надпись окаймляют полосы, заполненные геометрическим и растительным орнаментом.
К вершинам творчества Кошака исследователь гуцульской керамики Ю. Ф. Лащук относит две изразцовые домашние печи (1927—1930), орнамент которых, по определению искусствоведа, представляет собой «шедевр декоративного искусства».

## Особенности техники
Мастера-керамисты использовали разные технические средства формовки и исполнения орнамента. Кошак формировал изразцы, заполняя глиной цементную форму и срезая излишки металлической проволокой (дротом) для достижения одинаковой толщины плиток. Румпу формировал вручную, сразу прикрепляя её к тыльной стороне изразца.
Углублённый контурный рисунок Кошака на сырой глине (ритование) отличает неопределённость линии, по выводу учёного-этнографа Е. И. Матейко, свидетельствующая о дрожании руки. Избегая пустот в декоративных композициях, Кошак часто использовал сетчатое заполнение плоскости (ильчатое письмо).
Цветная глазурь изготовлялась также различными способами. Для получения зелёного цвета мастера смешивали одну часть оксида меди с тремя частями бесцветной глазури, жёлтый цвет достигался по-разному. Кошак для получения жёлтого смешивал червень пополам с глазурью.

## Участие в выставках и награды
Известно об экспонировании работ Петра Кошака на пяти выставках:
- Галицкая краевая выставка (Львов, 1894)
- Сельскохозяйственная и кустарно-промышленная выставка (Косов, 1904)
- Выставка домашнего промысла (Коломыя, 1912)
- Всемирная выставка (Париж, 1937)
- Всемирная выставка (Нью-Йорк, 1939)

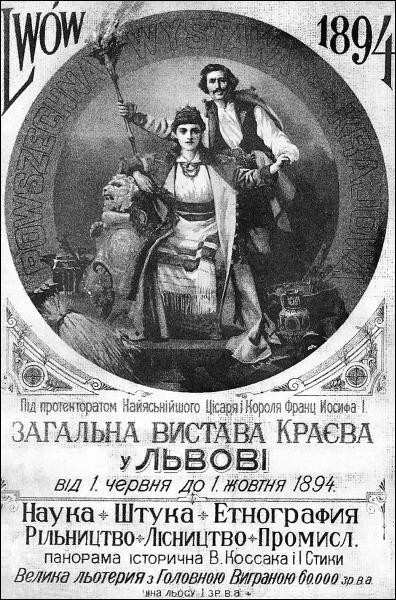
Афиша Галицкой краевой выставки. Львов, 1894

Работы Кошака впервые были представлены широкой публике в 1894 году на Галицкой краевой выставке во Львове. В организации выставки принимал участие украинский историк и этнограф В. И. Шухевич, пригласивший самобытных народных мастеров. Гуцульский отдел выставки представлял гуцульскую церковь, хату и подворье с хозяйственными постройками. Декоративным центром хаты была выполненная Кошаком изразцовая печь, значительную часть интерьера составляла глиняная расписная домашняя утварь его работы.
В 1904 году работы мастера выставлялись на Сельскохозяйственной и кустарно-промышленной выставке в Косове.
В 1912 году 119 работ Кошака (в том числе, круглая изразцовая печь и отдельно 19 изразцов, 18 мисок, 19 ваз и флаконов разных размеров, 8 кувшинов, 19 блюд, 9 калачей, подсвечники «трийцы», керамический крест и др.) экспонировались на Выставке домашнего промысла в Коломые
Работы Кошака выставлялись также на Всемирных выставках — в Париже (1937) и Нью-Йорке (1939). 
Сведения о полученных Кошаком наградах в источниках различаются: согласно разным данным, на Галицкой краевой выставке во Львове (1894) мастер был удостоен похвалы и признания / серебряной медали, на Сельскохозяйственной и кустарно-промышленной выставке в Косове (1904) получил похвальний лист; на Выставке домашнего промысла в Коломые (1912) — серебряную медаль / золотую медаль.

## Изучение и оценки
Вклад мастера в развитие гуцульской керамики рассматривается в работах искусствоведов и исследователей этнографии В. И. Шухевича, Ю. Ф. Лащука, Е. И. Матейко, Д. Н. Гобермана, О. А. Слободяна, Р. Р. Баран, В. Д. Молынь, Г. М. Ивашкив и др. Таблицы с особенностями орнаментов работ Кошака и других мастеров-керамистов представлены в исследованиях Ю. Ф. Лащука и Е. И. Матейко.
Специалисты по украинской народной керамике единогласно отмечают влияние Коломыйской гончарной школы на творчество Кошака, однако оценки этого влияния неоднозначны. Часть исследователей рассматривают взаимодействие западноевропейских и украинских народных традиций как стилистически интересное художественное решение, другие не считают синтез традиций удачным и видят в элементах западной стилистики эклектику и угрозу утраты народной основы. Одни характеризуют отмеченные влиянием модерна и барокко формы изделий как оригинальные, причудливые и выразительные, другие считают их вычурными и лишёнными конструктивной логики. Введённый Кошаком в росписи синий цвет, по оценке В. Д. Молынь, подчёркивает необычность изделий, по оценке Д. Н. Гобермана, «зачастую лишь вносит пестроту».
По мнению Д. Н. Гобермана:

Следы обучения в коломыйской школе ощутимы во многих его произведениях, отмеченных печатью эклектизма. Формы его изделий порой вычурны, геометрический орнамент чертёжно сух….

Согласно оценке Ю. Ф. Лащука:

…художник нисколько не порвал с реализмом народного искусства: напрасно искать у него натуралистической засушенности орнамента. В период засилья мещанских вкусов в творчестве многих гончаров <…> Кошак противостоял этим тенденциям. На его творческом наследии возросло много гончаров, и никто из них не превзошёл своего учителя.
Оригинальный текст (укр.)…митець анітрохи не порвав з реалізмом народного мистецтва: даремно шукати у нього натуралістичноï засушеності орнаменту. У период засилля міщанських смаків у творчості багатьох гончарів <…> Кошак протистояв цим тенденціям. На його творчій спадщині зросло багато гончарів, і ніхто з них не перевершив свого вчителя.

По определению Г. В. Истоминой, находки Кошака основаны на «живом интересе художника к человеку и его занятиям», а творческий почерк мастера характеризуется «спокойной уравновешенностью в размещении сюжетов, детальной трактовкой элементов».
Если в сюжетных росписях Кошак уступает О. Бахматюку, то в орнаментально-растительных и анималистических он достигает того же уровня, развивая и обогащая наследие своего знаменитого предшественника.
Высоко оценивая мастерство Кошака-орнаменталиста, исследователи отмечают в его сюжетных росписях ряд несовершенств. По оценке Е. И. Матейко, неопределённость линии придаёт контуру рисунка нервность и грубость. Д. Н. Гоберман, характеризуя Кошака-рисовальщика, указывает, что его «сцены из гуцульской жизни, как ни у кого из гончаров, достоверны в передаче типажа, костюма, любопытных этнографических подробностей», однако «сюжетные рисунки, оставаясь рассказом, лишены пластической выразительности». Выход повествовательности на первый план отмечает и Г. В. Истомина.
Лащук и Гоберман указывают, что Кошак стал последним из мастеров, обращавшихся к сюжетным росписям, с его уходом фигурные изображения на изделиях гуцульской керамики исчезли. Согласно Гоберману, невзирая на то, что сюжетные композиции Кошака уступают работам Бахматюка в виртуозности, «заслуги Кошака неоспоримы»: 

Это наиболее поздний из гончаров, в чьей росписи ещё сохраняет прежнее своё значение сюжет. Вместе с этим мастером из искусства керамики уходит интересный рисовальщик, пусть не самый тонкий, но сумевший обогатить народное творчество гуцулов новыми образами.

Искусствоведы называют Петра Кошака выдающимся мастером художественной керамики, творчески развившим и обогатившим традиции классиков гончарного искусства XIX века.

## Дискуссии о происхождении
С конца 1920-х годов между исследователями ведётся дискуссия об этнической принадлежности гончаров Косова и Пистыня. Впервые вопрос о происхождении мастеров поставил польский этнограф Тадеуш Северин — опираясь на утверждение В. И. Шухевича о том, что гончары Подгорья не были гуцулами, и указывая на подписи их работ с использованием латинского алфавита, исследователь делал вывод о польской принадлежности мастеров-керамистов, в том числе, Петра Кошака.
В 1950-е годы исследователи Ю. А. Арбат и Ю. Ф. Лащук опровергали вывод польского этнографа, показывая влияние украинских гончарных традиций на керамическое производство соседних этносов. На множественные фактические ошибки в книге Северина указывают украинские исследователи XXI века Р. Р. Баран и Н. Д. Олейник.
Польский исследователь XXI века Н. Тарковская указывает на сложность однозначного определения национальной принадлежности покутских гончаров — в зависимости от того, какому заказчику предназначалось изделие, мастера подписывали работы то на польском, то на украинском языке. Бывало, что Пётр Кошак писал имя, используя украинский алфавит, а фамилию — польский, и наоборот.  Тем не менее, основываясь на данных исследований 1920-х годов, согласно которым большинство гончаров говорили по-польски и были католиками, а Косовский повят был заселен в подавляющем большинстве греко-католическим населением, часто заключавшим смешанные браки, исследователь полагает, что польский вклад в традиции косовской керамики так или иначе нельзя не учитывать.
Указывая на стремление мастеров-керамистов к отражению самобытных черт народной культуры (детали традиционных костюмов и атрибутика) и постоянное обращение к сюжетам, связанным с гуцульской жизнью и бытом, исследователь-этнограф А. В. Христенко отмечает  «выраженное украинское самосознание» мастеров, называя пример Кошака «хрестоматийным». Отмечая обращение художника к национальной украинской символике (образ Тараса Шевченко и др.), наличие на работах подписей на украинском языке, исследователь делает вывод о «вынужденном» использовании латинской росписи на изделиях, предназначавшихся для продажи или выставок.
В 2019 году традиция косовской (гуцульской) расписной керамики как явления
украинской культуры была включена в репрезентативный «Список шедевров нематериального культурного наследия человечества» ЮНЕСКО.

## Семья
- Жена: Эмилия[21] / Урбанская[10]
- Приёмный сын: Казимир Возняк (пол. Kazimierz Woźniak; 1909—1990[22][66]/2002[9]) — мастер художественной керамики, участник и обладатель специальной награды выставки «Народное польськое гончарство» (Торунь, 1978), лауреат Премии им. Оскара Кольберга (1985)[22][66][67].

Сведения о семье Кошака обрывочны. Украинские и польские исследователи указывают, что жена мастера также владела гончарным ремеслом и активно участвовала в его работе. Согласно данным, приведённым научным сотрудником польского Исторического музея в Саноке К. Винницкой, гончарным делом занималась вся семья, жену Кошака звали Эмилией, её работы отличались «прекрасным рисунком с барочными чертами». Украинский учёный-этнограф Е. И. Матейко указывает на второй брак Кошака с Урбанской, заключённый в конце 1888 года (сведения о первом браке в источниках отсутствуют) и наличие пасынка, по совету которого в 1894 году Кошак отправился учиться в Коломыйскую гончарную школу.
Согласно сведениям, опубликованным специалистами отдела керамики Национального музея народного искусства Гуцульщины и Покутья имени И. Кобринского Р. Р.  Баран и Н. Д. Олейник, у Кошака был приёмный сын Казимир Возняк, ставший известным мастером-керамистом. После смерти Петра Кошака и начала Второй мировой войны Возняк занимался изготовлением простой хозяйственной посуды, чтобы заработать на жизнь, был мобилизован, получил ранение на фронте. После войны вернулся к изготовлению художественной керамики, жил и работал в Польше. Данные о годе смерти Казимира Возняка в источниках различаются (по одним сведениям, 1990, по другим — 2002 год).

## Память

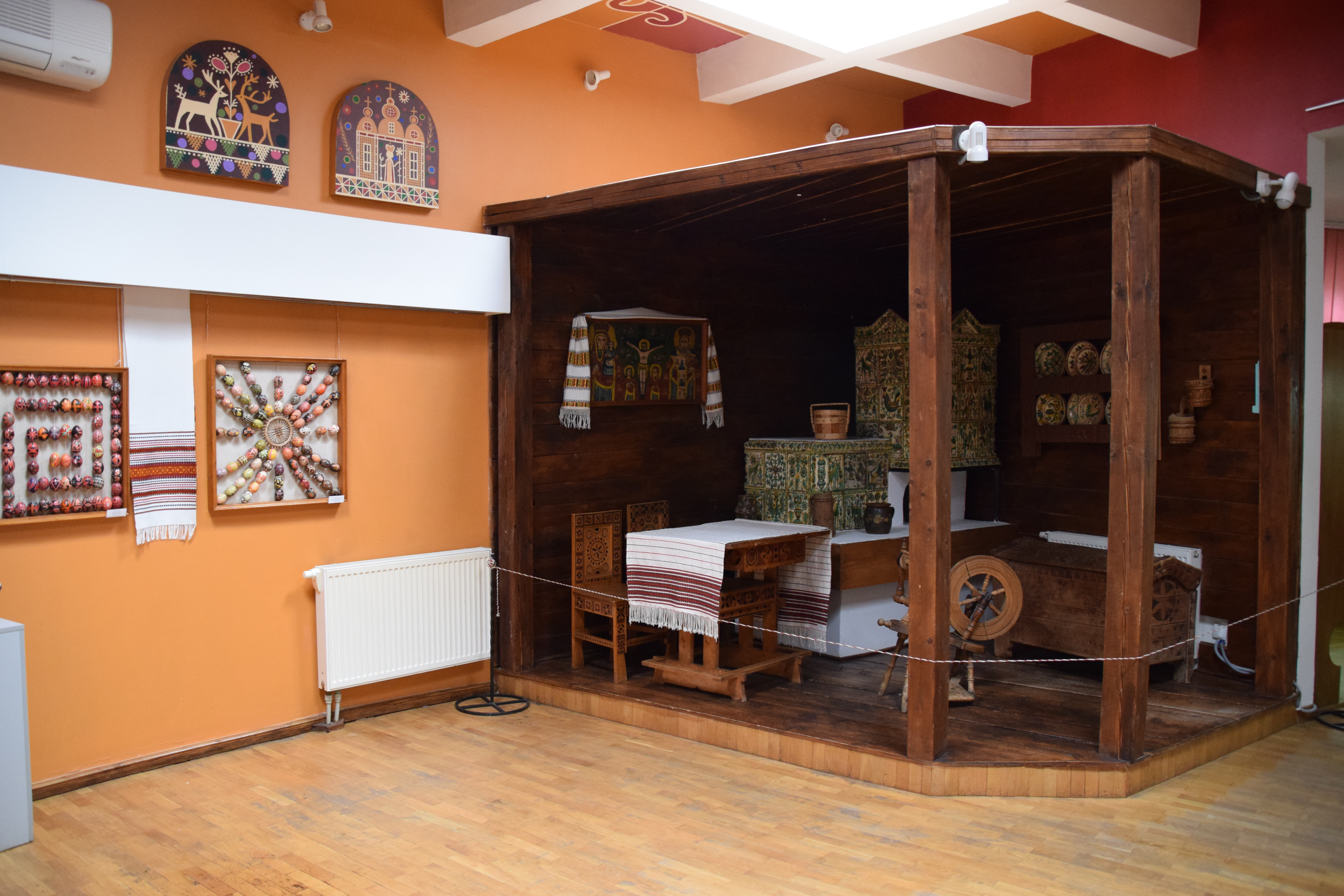
Печь с изразцами П. Кошака (1911) в интерьере. Музей «Писанка». Фотография 2017 г.

Работы Петра Кошака находятся в музеях Будапешта, Вены, Варшавы, Коломыи, Косова, Киева, Одессы, Кракова, Львова, Санкт-Петербурга и в частных собраниях.
Обширная коллекция работ находится в собрании Национальном музее народного искусства Гуцульщины и Покутья имени И. Кобринского (175 единиц хранения, в числе которых 68 декоративно-прикладных изделий, печь на 100 изразцов, 7 отдельных изразцов, большая ваза в стиле модерн и др.).

## Комментарии
1. ↑  В 1934 году вошло в состав города Косов.
2. ↑  Согласно ряду источников, обучение проходило в 1894—1897 годах[8][12][13][14]. Украинский искусствовед, исследователь народной керамики Г. М. Ивашкив со ссылкой на материалы фондов Центрального государственного исторического архива Украины[укр.] во Львове (Ф. 156. Оп. 9. Д. 133. Л. 6, 8) указывает, что вопреки распространённым в источниках сведениям о трёхлетнем обучении Кошака в Коломыйской гончарной школе, согласно архивным документам, он обучался в течение трёх месяцев[15].
3. ↑  Находятся в Национальном музее народного искусства Гуцульщины и Покутья имени И. Кобринского[укр.] и частной коллекции[37].
4. ↑  Блюдо 1913 года хранится в Российском этнографическом музее[38].
5. ↑  Цитата с небольшим разночтением из стихотворного послания Т. Г. Шевченко «К Основьяненко[укр.]» (1839), точный текст: «Наша дума, наша пісня / Не вмре, не загине…» («Наша дума, наша песня / Не умрёт, не погибнет…» (укр.))[15].
6. ↑  В середине 1950-х годов находились в помещении конторы промартели им. Т. Шевченко в Косове[40].

### На русском языке
- Арбат Ю. А.. Гуцульские гончары / Юрий Арбат // Декоративное искусство СССР : журнал / Союз художников СССР. — М., 1958. — № 4. — С. 34—35.
- Гоберман Д. Н. Росписи гуцульских мастеров / Д. Н. Гоберман. — Л. : Искусство  (Ленингр. отд.), 1972. — 199 с. — 20 000 экз.
- Гоберман Д. Н. Керамика / Д. Н. Гоберман // Искусство гуцулов / Д. Н. Гоберман. — М. : Советский художник, 1980. — 215 с. — 25 000 экз.
- Христенко А. В.. «Остров на чужом море» : гуцульская расписная керамика в проекте украинской национальной идентичности / А. В. Христенко // Этнокультурная идентичность: феноменология и вариативность в контекстах истории XIX—XXI веков : Материалы Девятнадцатых Международных Санкт-Петербургских этнографических чтений / Российский этнографический музей. — СПб. : Российский этнографический музей, 2020. — С. 154—161. — 360 с. — ISBN 978-5-7937-1977-3.

### На украинском языке
- Кошак Петро Григорович // Мистецтво України[укр.] : біографічний довідник / упорядн.: А. В. Кудрицький ; М. Г. Лабінський[укр.] ; за ред. А. В. Кудрицького. — К. : Українська енциклопедія ім. М. П. Бажана, 1997. — С. 329. — 700 с. — ISBN 5-88500-042-5.
- Кочержук І. С. Кошак Петро Григорович // Енциклопедія сучасної України : у 30 т. / НАН України ; Наукове товариство ім. Шевченка ; Інститут енциклопедичних досліджень НАН України[укр.]. — К. : [Б. в.], 2014. — Т. 15 : Кот—Куз. — 711 с. — ISBN 944-02-3354-X. — ISBN 978-966-02-7305-4 (т. 15).
- Баран Р. Р.. Петро Кошак / Романна Баран // Животоки : статті, есе, розвідки. — Коломия : Народний дім, 1994. — С. 28—33.
- Баран Р. Р., Олійник Н. Д.. Художня кераміка гуцульщини в керамологічній збірці Національного музею народного мистецтва гуцульщини та Покуття імені Й. Кобринського : Збірник наукових праць / Романна Баран, Наталія Олійник // Науковий вісник Національного музею історії України / Національний музей історії України. — К. : Національний музей історії України, 2018. — Вып. 3. — С. 434—442. — ISSN 2618-0235.
- Івашків Г. М.. Мотив «винограду» в українській народній кераміці / Галина Івашків // МІСТ: мистецтво, історія, сучасність, теорія. — 2009. — Вып. 6. — С. 126—136.
- Івашків Г. М.. Кераміка в ритуалі Божественної Літургії / Галина Івашків // Народознавчі зошити[укр.] : науковий журнал / Інститут народознавства НАН України[укр.] ; Національна академія наук України. — Львів, 2012. — № 3 (105). — С. 497—516. — (Серія мистецтвознавча). — ISSN 1028-5091.
- Івашків Г. М.. Шевченкіана в українській кераміці ХІХ — початку ХХІ століття / Галина Івашків // Народознавчі зошити[укр.] : науковий журнал / Інститут народознавства НАН України[укр.] ; Національна академія наук України. — Львів, 2014. — № 6 (120). — С. 1165—1188. — (Серія мистецтвознавча). — ISSN 1028-5091.
- Істоміна Г. В.. Гончарство Гуцульщини та Покуття: професійне, народне, примітив / Галина Істоміна // Сучасні дослідження української культури = Współczesne badania nad ukraińską kulturą / за ред. М. Замбжицької, П. Олеховської та К. Якубовської-Кравчик. — Варшава : Sowa Sp. z .o.o. ; Івано-Франківськ, 2015. — С. 231—240. — 456 с. — (У колі мови, літератури і культури = W kręgu języka, literatury i kultury / Видавнича серія кафедри україністики Варшавського університету та Прикарпатського національного університету Імені Василя Стефаника ; за ред. К. Якубовської-Кравчик та Л. Стефановської ; вып. 10). — ISBN 978-83-936550-9-0.
- Королько А. З.. Виставка домашнього промислу в м. Коломиї 1912 р.: (за матеріалами української газетної періодики початку ХХ ст.) / Андрій Королько // Етнокультурна спадщина Прикарпаття : Матеріали Всеукраїнської наукової конференції «Етнокультурна спадщина Прикарпаття (на пошану Михайла Паньківа з нагоди його 75 річчя)» (м. Івано-Франківськ, 4 грудня 2015 р.) / наук. ред. А. Королько. — Івано-Франківськ : Лілея–НВ, 2016. — С. 53—77. — 416 с. — ISBN 978-966-668-409-0.
- Лащук Ю. Ф.[укр.]. Гуцульська кераміка :  / Юрій Лащук ; Академія архітектури Української РСР. — К. : Державне видавництво літератури з будівництва і архітектури УРСР, 1956. — 84 с. — (Українське народне декоративне мистецтво ; вып. 7). — 1500 экз.
- Матейко Е. И.[укр.]. Про сподвижників українського мистецтва / Катерина Матейко // Народознавчі зошити[укр.] : науковий журнал / Інститут народознавства НАН України[укр.] ; Національна академія наук України. — Львів, 2011. — № 4 (100). — С. 624—628. — (Серія мистецтвознавча). — ISSN 1028-5091.
- Молинь В. Д.[укр.]. Виставка домашнього промислу в Коломиї (погляд крізь століття) / Валентина Молинь // Народознавчі зошити[укр.] : науковий журнал / Інститут народознавства НАН України[укр.] ; Національна академія наук України. — Львів, 2014. — № 1 (115). — С. 130—136. — (Серія історична). — ISSN 1028-5091.
- Слободян О. О.. Пістинська кераміка ХІХ — першої половини ХХ століття / Олег Слободян. — Чернівці : Колір-друк ; Косів, 2004. — 152 с.
- Шухевич В. О. Гуцульщина : у 5 т. / Володимир Шухевич ; Укр. об'єд. т-во «Гуцульщина» ; ред. журн. (вид-ва) «Гуцульщина» ; філ. «Гуцульщина» Інституту українознавства Київського національного університету ім. Т. Г. Шевченка. — Репр. відтв. вид.: У Львові: Накл. Наукового т-ва ім. Шевченка з Друкарні Наукового т-ва ім. Шевченка, 1899. — Верховина : [Б. в.], 1997. — Т. 1—2. — 351 с. — 2500 экз.

### На польском языке
- Seweryn T.[пол.]. Pokucka majolika ludowa / Tadeusz Seweryn // Prace Komisji Etnograficznej Polskiej Akademji Umiejętności / Polska Akademia Umiejętności. — Kraków : Skł. gł. w ksiȩg. Gebethnera i Wolffa, 1929. — Вып. 11. — 106 p. — ISSN 0554-8950.
- Tarkowska N. Ukraińskie dziedzictwo UNESCO z polskimi korzeniami / Natalia Tarkowska // Kurier Galicyjski : dwutygodnik. — Lwów, 2019. — № 23—24 (339—340) (30 grudnia). — ISSN 1996-2304.